# 韓馥
韓 馥（かん ふく、? - 初平3年（192年）10月以降）は、中国後漢時代末期の武将・政治家。字は文節。豫州潁川郡（現在の河南省）の人。『後漢書』・『三国志』に記述がある。
後漢末期、董卓の専横に抵抗し挙兵した諸侯の1人である。一時は袁紹と共に帝の擁立を目論んだ事もあったが失敗し、最後は勢力を弱めた末に袁紹から領地を追われ没落した。

## 正史の事跡

### 義兵を挙げる
『後漢書』に伝のある韓韶や同時代の韓融（大鴻臚）の同族と推測されるが、続柄は明らかでない。
御史中丞を務めていたが、実権を掌握した董卓から冀州牧に任じられた（魏志「武帝紀」が引く『英雄記』）。その後、広平の沮授を別駕に任命し、騎都尉を兼任させた（魏志「袁紹伝」が引く『献帝紀』）。また、河間の張郃を司馬に任命した（魏志「張郃伝」）。
当時、渤海郡には董卓と対立し出奔していた袁紹が、太守として入っていた。韓馥は元々袁氏に仕えた役人であったが（魏志「袁紹伝」）、董卓の意向を忖度して従事を数人使い、袁紹を監視した（魏志「武帝紀」が引く『英雄記』）。
橋瑁は三公の公文書を偽造し、各国に配布して董卓の罪悪を述べ、諸侯の決起を促そうとした。韓馥が袁氏に付くか董卓に付くか迷ったが、従事の劉子恵は韓馥の弱気な態度を諌めると共に、真っ先に行動を起こさず「他に決起をする者が出たら、その時に同調すればよいだろう」と進言した。韓馥は渤海の袁紹に手紙を送り、董卓の悪事を伝えその挙兵を認めた（魏志「武帝紀」が引く『英雄記』）。
初平元年（190年）春正月、関東で反董卓の義兵が挙兵し、韓馥は諸侯の1人として参加した（魏志「武帝紀」）。このため董卓は韓馥らを推挙した周毖らを斬殺した（魏志「董卓伝」・蜀志「許靖伝」）。
同年2月、董卓が長安への遷都を決めたため、盟主である袁紹は河内に、韓馥も鄴に駐屯したが、董卓軍が強力であったため、敢えて行動を起こそうとはしなかった（魏志「武帝紀」）。

### 帝擁立を目指す
袁紹と共に、皇族で幽州牧の劉虞を擁立しようと計画したが、袁術や曹操らがこれに反対した（魏志「袁術伝」・魏志「武帝紀」）。翌2年（191年）春には劉虞本人に擁立を持ちかけたが、劉虞に固辞されたため失敗した（魏志「武帝紀」・「公孫瓚伝」）。また官爵を発行させるため、劉虞に尚書の事務を執り行なわせようとしたが、これも拒絶された（魏志「公孫瓚伝」）。
韓馥は安平に駐屯していたが、公孫瓚の攻撃を受け撃破された。公孫瓚は表向きは董卓征伐に協力すると言いつつも、内心は冀州に攻め寄せる意思を持っていた。また諸郡がこれに呼応する動きを見せたため、韓馥は恐怖心を抱いたという。董卓が長安遷都後も、しばらく洛陽に留まって関東諸侯の侵攻に備えていたが、同年夏4月に長安へ退いたため（魏志「武帝紀」）、袁紹は延津に引き返した（魏志「袁紹伝」）。

### 冀州を奪われる
当時の袁紹軍は補給に苦しんでおり、物資の供給を韓馥に依存していた。このため逢紀はこの機会に公孫瓚を利用し、冀州を韓馥から奪い取るための策略を袁紹に具申した。袁紹はそれを容れて公孫瓚と連絡を取り、韓馥に軍事的な圧力をかけたという（魏志「袁紹伝」が引く『英雄記』）
麴義は韓馥の将だったが、この前後に部曲を引き連れて袁紹に寝返ったという（『後漢書』「袁紹伝」）。また、張楊・於夫羅もこの時期に袁紹へ帰服したという（魏志「張楊伝」・魏志「袁紹伝」が引く『九州春秋』）。
この期を逃すまいと考えた袁紹は韓馥の動揺に付け込み、使者として荀諶・高幹らを派遣し韓馥に冀州を譲るよう説得させた（魏志「袁紹伝」）。韓馥は元々臆病な性格であったため、荀諶の説得を聞き、この提案を受け入れる気になったという（魏志「袁紹伝」）。耿武・閔純・李歴らが、現時点での冀州の軍事力が袁紹を上回っている事を理由に韓馥を諫止したが、韓馥は聞き入れなかった（魏志「袁紹伝」）。また、趙浮・程奐が兵を出して袁紹に抵抗したいと願い出たが、韓馥はこれも聞かず、冀州を袁紹に譲ってしまった。同年秋7月の事だった（魏志「武帝紀」）。
これより前、韓馥は騎兵を故郷である潁川に派遣し、同郷の荀氏一門（荀彧ら）を冀州に招いていたが、荀彧が到着した時には、既に袁紹に冀州を奪われた後であったという（魏志「荀彧伝」）。

### 没落と死
韓馥は奮威将軍に任命されたものの実権がなかったという（『後漢書』「袁紹伝」）。韓馥の従事のほとんどが韓馥を見捨てる中、耿武・閔純だけは袁紹を暗殺しようとしたが、袁紹に取り立てられた田豊により殺害された（『後漢書』「袁紹伝」が引く『英雄記』）。
やがて韓馥は袁紹の勢いを恐れ、袁紹の下を去り張邈の下に身を寄せた。
その後、張邈と袁紹の使者が会見している時、袁紹の使者が張邈に耳打ちするのを見た韓馥は、殺されるのではと勘違いし厠で自殺してしまった（魏志「袁紹伝」）。

## 物語中の韓馥
小説『三国志演義』でも、反董卓同盟に参加し、第2鎮・冀州刺史（史実は牧）として名を連ねている。董卓軍の猛将華雄に対し、自軍の潘鳳を当たらせるよう推挙するが、あっという間に討たれている。その後、史実同様に公孫瓚の脅威に怯え、耿武の諌めを聞かず袁紹に冀州を譲渡してしまい、実権を失い後悔して、張邈の下に逃げ込むところで物語から姿を消している。その最期には触れられていない。
荀諶・辛評が韓馥の幕僚とされているが、史実ではこの2人は韓馥に仕えた事がない。逆に史実では配下であった沮授・張郃・麴義について、『演義』では全く言及がない。

## 関連人物
所属配下等
| - 麴義 - 耿武 - 朱漢 - 審栄 - 審配 | - 沮授 - 沮宗 - 程奐 - 田豊 - 張郃 | - 趙浮 - 閔純 - 劉子恵 - 李歴 |

『三国志演義』でのみの配下
- 関純
- 辛評
- 潘鳳